# Lowell Sherman

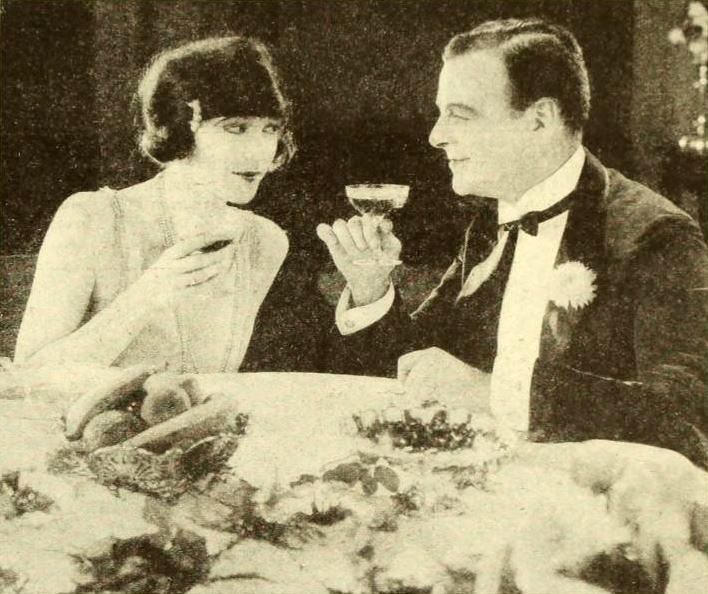
Lowell Sherman mit Alice Brady in The New York Idea (1920)

Lowell Sherman (* 11. Oktober 1885 oder 1888 in San Francisco, Kalifornien; † 28. Dezember 1934 in Hollywood, Kalifornien) war ein US-amerikanischer Schauspieler und Filmregisseur. Er konnte in beiden Berufen während der Stummfilmära und der frühen Tonfilmzeit größere Erfolge verbuchen.

## Leben und Karriere
Lowell Shermans Geburtsdatum ist umstritten, er wurde 1885 oder 1888 in San Francisco als Sohn eines Theateragenten und einer Schauspielerin geboren. Bereits als Kind stand Sherman daher auf Schauspielbühnen, seinen ersten Auftritt am Broadway hatte er 1904 in Judith von Bethulien. Sherman konnte sich schnell eine Reputation als beliebter Theaterschauspieler aufbauen und spielte in zahlreichen Broadway-Produktionen. Bei Morphia mit sich in der Hauptrolle führte Sherman 1923 ebenfalls Regie. Parallel trat der Schauspieler seit 1914 regelmäßig in Stummfilmen auf. Im Laufe seiner Karriere spielte er an der Seite von Stars wie Mabel Normand, Florence Vidor, Alice Brady, Norma Shearer und Irene Dunne, wobei er regelmäßig in der Rolle des Playboys auftrat. Dem Kinopublikum ist er wahrscheinlich am ehesten durch seine Darstellung des reichen Schurken Lennox Sanderson in David Wark Griffiths Stummfilm-Klassiker Weit im Osten (1920) in Erinnerung geblieben.
Der Wechsel in den Tonfilm Ende der 1920er-Jahre gelang ihm problemlos, doch Sherman zeigte sich von der Schauspielerei etwas gelangweilt. Produzent William LeBaron gab dem Star daraufhin die Chance, bei einem Film Regie zu führen – Sherman erwies sich in der Folge als kompetenter Filmemacher, dessen Werke bei Kritikern und Publikum meist Erfolg hatten. Ab 1928 arbeitete Sherman als Regisseur vieler Filme, in denen er zugleich meist in Haupt- oder größeren Nebenrollen in Erscheinung trat. Diese Verbindung aus Schauspieler und Regisseur war damals in Hollywood noch unüblich. Das letzte Mal unter Regie eines anderen, nämlich von George Cukor, stand er 1932 in What Price Hollywood? an der Seite von Constance Bennett. Hier spielte er einen Filmregisseur, dessen Leben in Hollywood am Alkohol zerbricht. Der Film diente später teilweise als Vorlage für die vier A Star is Born-Filme, in denen Shermans Rolle des alkoholkranken Stars jeweils von Fredric March (1937), James Mason (1954), Kris Kristofferson (1976) und Bradley Cooper (2018) verkörpert wurde.
Nach 1932 stand Sherman ausschließlich hinter der Kamera, wo er sich langsam zu einem der wichtigen Hollywood-Regisseure entwickelte. Seine größten Erfolge als Regisseur verbuchte er im Jahre 1933: Zum einen führte er Katharine Hepburn dem Filmdrama Morgenrot des Ruhms über eine junge Schauspielerin zu ihrem ersten von insgesamt vier Oscars; zum anderen entstand unter seiner Leitung die gewagte Pre-Code-Komödie Sie tat ihm unrecht mit Mae West und Cary Grant, damals ein großer Hit an den Kinokassen. Lowell Sherman erhielt anschließend die wichtige Aufgabe, bei Becky Sharp – dem ersten abendfüllenden Spielfilm, der komplett im neuentwickelten 3-Farben Technicolor gedreht wurde – Regie zu führen. Sein Tod im Dezember 1934 im Alter von 46 Jahren an einer Lungenentzündung riss ihn aus den Vorbereitungen zu diesem Film. Rouben Mamoulian übernahm anschließend die Regie von Becky Sharp, Shermans letzter Film Night Life of the Gods erschien erst postum in den Kinos.
Der Schauspieler heiratete dreimal, alle Ehen endeten in Scheidung: Von 1915 bis 1922 mit Evelyn Booth, von 1926 bis 1930 mit Pauline Garon, und von 1930 bis 1932 mit Helene Costello. Lowell Sherman wurde im Forest Lawn Memorial Park im kalifornischen Glendale bestattet.

## Filmografie (Auswahl)

### Schauspieler
- 1914: Behind the Scenes
- 1920: Weit im Osten (Way Down East)
- 1921: Molly O'
- 1924: Monsieur Beaucaire, der königliche Barbier (Monsieur Beaucaire)
- 1926: Abenteuer in New York (The Wilderness Woman)
- 1926: You Never Know Women
- 1928: Das göttliche Weib (The Divine Woman)
- 1928: A Lady of Chance
- 1928: Der Garten Eden (The Garden of Eden)
- 1930: Ladies of Leisure
- 1930: Mammy
- 1930: He Knew Woman
- 1931: Juwelenraub in Hollywood (The Stolen Jools)
- 1932: What Price Hollywood?

### Regisseur
- 1928: Nearly Divorced (auch Schauspieler)
- 1930: Lawful Larceny (auch Schauspieler)
- 1930: The Pay-Off (auch Schauspieler)
- 1931: Bachelor Apartment (auch Schauspieler)
- 1931: High Stakes (auch Schauspieler)
- 1931: The Royal Bed (auch Schauspieler)
- 1932: The Greeks Had a Word for Them (auch Schauspieler)
- 1932: Ladies of the Jury
- 1932: False Faces (auch Schauspieler und Produzent)
- 1933: Morgenrot des Ruhms (Morning Glory)
- 1933: Sie tat ihm unrecht (She Done Him Wrong)
- 1933: Broadway Thru a Keyhole
- 1934: Born to Be Bad
- 1935: Night Life of the Gods
- 1935: Becky Sharp (wegen Todes durch Rouben Mamoulian ersetzt)